# Bataille de Cillium (544)
La bataille de Cillium a lieu vers juin 544, à Cillium (actuelle Kasserine, en Tunisie), et se solde par une défaite des Byzantins menés par le gouverneur Solomon, face aux Laguatans et Frexes, deux tribus berbères révoltées commandées par le chef Antalas.
Aux origines de cette bataille se trouve une révolte des Laguatans qui débute en 544 due notamment à une maladresse de Serge, le neveu de Solomon, gouverneur de Tripolitaine. À ce moment, Solomon décide d'attaquer les rebelles berbères, mais son armée est défaite et il meurt au cours de la bataille. À la suite de cette défaite toute l'Afrique byzantine tombe dans l'anarchie jusqu'à l'arrivée de Jean Troglita à la fin de 546, et ses campagnes pour que la province soit pacifiée et ramenée sous le contrôle impérial byzantin en 548.

## Sources
Les deux sources pour la reconquête byzantine de l’Afrique et les guerres entre Byzantins et Maures au milieu du Ve siècle sont Corippe et Procope de Césarée. Les deux sont des sources primaires de premier plan. Procope accompagne l’armée romaine lors de ses campagnes de reconquête et est directement en relation avec Bélisaire. Corippe est un poète romain qui est témoin de la reconquête. Les deux donnent une chronologie relativement similaire des évènements en Afrique. Toutefois, Corippe semble avoir écrit un panégyrique qui veut vanter les exploits de Jean Troglita et faire l'apologie de la politique byzantine en Afrique. Il minimise ainsi les erreurs byzantines et attribue l'entière responsabilité de la 2e insurrection maure à Antalas.

## Contexte

Les conquêtes de l'Empire romain d'Orient sous le règne de Justinien (527-565).

Depuis le milieu du Ve siècle, la province d'Afrique, peut-être la plus riche des provinces de l’Empire romain d’Occident, est entièrement occupée par les Vandales. Néanmoins, une paix subsiste, depuis au moins la chute de l’Empire romain d’Occident en 476, entre l’Empire romain d’Orient et les Vandales. L’empereur Justinien a, toutefois, la grande ambition de restaurer l’Empire romain en Occident. La province d’Afrique est la première cible avant une invasion de l’Italie.
L’expédition du général Bélisaire vainc rapidement et sans grande résistance les Vandales. En 534, moins d’un an après son début, la capitale, Carthage, est prise. Justinien souhaite alors restaurer l’Afrique romaine telle qu’elle était avant la conquête vandale. Les anciennes provinces sont rétablies avec la seule différence qu’ils dépendent maintenant de la préfecture d’Afrique plutôt que celle d’Italie. La frontière est de nouveau fixée sur les anciens limes (ceux avant la conquête) et Justinien annonce vouloir expulser tous les peuples « barbares », c’est-à-dire les Maures, qui y sont entrés depuis les Vandales.
Maure est le nom donné aux peuples semi-romanisés qui habitent de l’Atlantique à la chaîne Syrtique en Tripolitaine et qui sont dotés de structures tribales. Depuis la mort du roi Genséric, en 484, les tribus maures avaient été une source de révolte constante pour les Vandales. Ce qui était de « modestes collectivités » maures s’est transformé en peuples de taille beaucoup plus grande et organisée. Plusieurs hypothèses sont discutées pour l’expliquer aujourd’hui. Cela pourrait être dû à un exode de paysans imparfaitement romanisés qui fuient le pouvoir vandale, ou bien de groupes nomades venus du Sahara. Au début, causes de raids et de pillages, en 529, le chef Antalas en vient à directement infliger une défaite à l’armée du roi vandale en Byzacène, dans la campagne africaine. Les tribus sont en mesure de menacer directement et durablement l’intérieur du territoire.
Chaque province africaine est menacée par un peuple maure, mais il existe trois grandes entités maures principales en territoire romain : l’une, le roi Iaudas, domine l’Aurès, et deux autres, ceux d’Antalas et Cusina, se trouvent en Byzacène. Les Romains de Tripolitaine sont eux menacés par des Maures extérieurs au monde romain dont la plus grande tribu est celle des Laguatans. Lors de la guerre des Vandales, les Maures sont restés neutres pour ensuite se soumettre en se déclarant « esclaves de l’empereur » devant Bélisaire. Ce rituel pratiqué à l’époque vandale semble remonter peut-être même jusqu’au haut-empire. Il s’apparente au Fœdus (une alliance entre Rome et un peuple barbare). En échange, les Maures reçoivent des cadeaux et des insignes de pouvoir de la part des Byzantins. Toutefois, notons, d'après Christian Courtois, qu'au cours de cette cérémonie, les deux partis sont engagés, et que la neutralité des Maures qui « attendent, sans prendre parti pour l'un ni pour l'autre, l'issue des combats », les éloigne beaucoup du statut d'« esclaves de l'Empereur ».

### La pacification de l'Afrique sous Solomon et la1reinsurrection maure (534-543)
Solomon, ancien lieutenant de Bélisaire, général énergique, compétent et courageux, devient nouveau gouverneur. Il doit faire face à une insurrection maure et à une mutinerie dans l’armée menée par Stotzas. La situation en Afrique est si précaire que Justinien va lui concéder les pouvoirs civils et militaires, traditionnellement divisés sous le système administratif romain depuis Dioclétien. Il va être à la fois magister militium (maître des soldats) et préfet du prétoire.
Solomon n’est pas en mesure d’appliquer les décrets d’expulsion de l’empereur. Peu après sa nomination, certaines tribus maures dont ceux d’Iaudas et Cusina se révoltent et se mettent à ravager le territoire, sans doute inspirés par le fait du départ de Bélisaire. Il semble que les Romains n’ont pas eu la même vision du rituel de soumission des Maures conclu avec Bélisaire. Pour l’historien romain Procope, les Maures ne se révoltent pour aucune raison. Il a le même préjugé que les Romains de son époque. Les Maures sont considérés comme des Barbares comme tout peuple qui n’est pas grec ou romain. Il ne s’attarde pas à les comprendre, ils n’ont aucun motif de se révolter, car ils se sont déclarés esclaves. Pour les Maures, ce rituel représentait néanmoins la reconnaissance de leur droit de résider dans les territoires qu’ils occupent avec, aussi, la promesse de vivres. Il y aura mention, par les Maures, dans leur négociation avec Rome, qu’ils ont été maltraités par le pouvoir romain en dépit des engagements passés avec Bélisaire.
En 536, les campagnes du général soumettent les Maures bien qu’imparfaitement. Des pensions sont payées aux chefs maures et ceux-ci et leurs peuples ne sont pas expulsés de leurs territoires. Malgré une bataille décisive au mont Burgaon en 535, les forces des Maures restent relativement intactes.
L’infanterie et la cavalerie lourde romaine ne sont pas adaptées à une guerre menée contre des semi-nomades équipés de troupes très légèrement armées. Les troupes romaines sont aussi toutes équipées d'arcs, ce qui entraîne aussi une peur de la confrontation directe. Les troupes maures sont en mesure, de plus, en menant une guerre de guérilla, et sont capables de se replier des grands engagements armés sans subir de trop grandes pertes. Les Maures mènent essentiellement une guerre d’embuscade. L’ennemi est, de plus, mobile, il peut se cacher et se replier chez lui dans les montagnes et le désert. Seul un commandant persistant et habile peut durablement neutraliser leurs forces.
L’armée byzantine d’Afrique, bien équipée et entraînée, est aussi indisciplinée, pas très nombreuse et manque de loyauté. Elle est, par ailleurs, avide de pillages et les civils se plaignent des exactions par celle-ci contre eux. Le général Solomon est, de plus, impopulaire, car jugé trop sévère et ne possède donc pas le même respect que Bélisaire en Afrique. En 536, un complot échoue à l’assassiner à Carthage. L’armée se mutine et Solomon doit fuir en Sicile. Un général d’armée, Germanus, un cousin de Justinien, doit être envoyé pour ramener l’ordre et Solomon ne peut reprendre ses fonctions qu’en 539.

## Le déclenchement de la2einsurrection maure

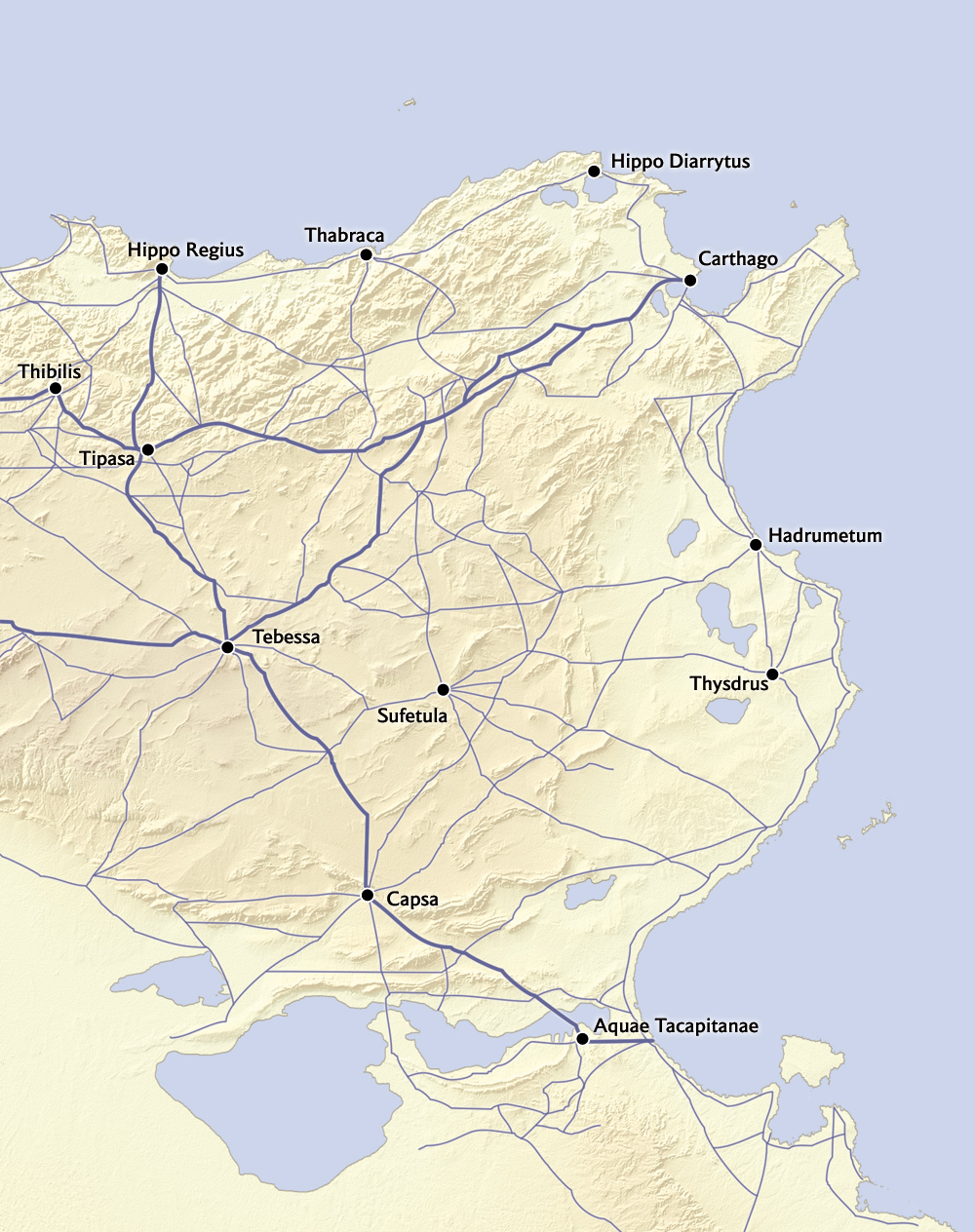
On voit ici la route Théveste (actuelle Tébessa, en Algérie)-Carthage. Sufétula (actuelle Sbeïtla, en Tunisie) est situé au sud-est, dans la dorsale tunisienne. La capitale de l’Afrique proconsulaire (et de la préfecture du prétoire d’Afrique), Carthage, et de Byzacène, Hadrumète sont visibles sur cette carte.

Entre 539-541, Solomon va construire des fortifications autour des régions détenues par les Maures. Le pays semble avoir connu une paix réelle et une prospérité selon le poète romain Corippe. Néanmoins, un affront diplomatique à Leptis Magna va déclencher une 2e insurrection maure. Serge, neveu de Solomon et gouverneur de Tripolitaine, reçoit une délégation considérable de chefs maures qui se plaignent du pillage de leurs récoltes par les Romains. Un des chefs, pour mieux interpeller le gouverneur, le retient alors par l’épaule pour ne pas qu’il se retire. Les chefs maures sont tous assassinés et les Laguatans se soulèvent et envahissent la région. L’incident pourrait ne pas avoir seulement été dû à l’incompétence et l’arrogance du gouverneur, mais à la pression qu’exerçaient les élites romaines locales sur le gouverneur. Ceux-ci voulaient en effet éloigner les Maures de leurs terres et habitations. Toutefois, environ au même moment, en 543, Solomon offense le chef Antalas. Celui-ci avait vu sa pension coupée et avait appris que son frère avait été tué pour avoir causé des troubles par Solomon. Plutôt que remonter directement la route près de la côte qui remonte vers la Byzacène et Carthage, les Laguatan rejoignent Antalas dans les montagnes de Byzacène près de la route Théveste-Carthage. C’est une route stratégique, car elle permet de maintenir une communication entre les fortifications romaines dans les dorsales qui protègent les villes romaines dans les plaines près des côtes.

## Déroulement
Solomon se met précipitamment en route pour rencontrer les Maures révoltés à partir de Théveste, sur la route Théveste-Carthage. Faisant traverser à son armée des forêts, il se retrouve à Cillium face à son ennemi. Le général avait peut-être l’intention de rejoindre son allié Cusina qui habitait dans ce territoire ou d’autres alliés maures. D'après Corippe, il est accompagné de contingents indigènes, mais on ignore si Cusina, qui avait annoncé son aide, était venu le rejoindre. Selon Procope, Solomon dispose de l’aide de Serge et d’autres contingents militaires byzantins d’Afrique importants, mais aucun contingent indigène n'est mentionné.
Au commencement, le rapport de force entre Romains et Maures est égal selon Procope, mais les Maures, bientôt supérieurs en nombre, mettent en déroute la plus grande partie de l’armée byzantine. Les troupes byzantines ne s’étaient résolues à combattre qu’à contrecœur et certaines avaient refusé. Solomon, entouré d'un petit nombre de ses gardes, soutient un certain temps les assauts des Berbères. Enfin, ne pouvant plus résister, il prend la fuite avec ses gardes jusqu'au bord d'un torrent qui coulait près du champ de bataille. Là, son cheval tombe dans un ravin et le général est incapable de se replier. Encerclé et débordé, Solomon est capturé et massacré par les Berbères avec une partie de ses gardes du corps.
Les troupes romaines sont défaites, en partie car certains soldats avaient pris la fuite. Cela pourrait être dû à une trahison. Corippe l’attribue au mécontentement que les soldats avaient de ne pas avoir pris part au pillage de la bataille précédente. Il attribue aussi la responsabilité au futur chef rebelle d'origine germanique, Guntharic, qui était alors dux de Numidie. Solomon, malgré ses compétences de chef, a déjà provoquer une mutinerie sous son commandement d’Afrique, car trop sévère. D'après le récit de Procope, les Byzantins sont battus à la régulière, et la trahison de Guntharic n'est pas mentionnée.

## Conséquences
La défaite de Cillium plongea l’Afrique dans l’anarchie militaire jusqu’à l’arrivée de Jean Troglita en 546. Une grande coalition maure est formée. Malgré son potentiel d’expulser entièrement les Byzantins d’Afrique, elle ne peut réussir en raison du manque d’unité et de stratégie commune chez les Maures. Chez les Romains, la mort de Solomon laisse un vide militaire et politique que seule l’arrivée de Jean Troglita sera combler. À court terme, les tribus se contentent de piller le plus loin possible, jusqu’aux murs de Carthage.

### Une grande coalition maure proche d’expulser les Byzantins d’Afrique
La mort de Solomon et sa défaite ont un impact jusqu’en Espagne où les Wisigoths en profitent pour assiéger Septime au-delà du détroit de Gibraltar. Les tribus qui s’étaient déclarées fidèles en Afrique à Solomon, elles, vont s’estimer déliées de leurs engagements et se joindre aux révoltés, comme Cusina.
Les Maures peuvent remonter la route Thévèste-Carthage, mais sont coincés devant de forteresse de Laribus. Brièvement, ils vont réussir à prendre la capitale de la Byzacène, Hadrumète, par la ruse avant qu’elle retombe à nouveau, par le même procédé, entre les mains romaines.
Les Laguatan ne veulent pas entreprendre de longs sièges et retournent dans leurs pays l’automne venu en 544 et 545. Il est essentiel pour eux de faire brouter leurs troupeaux durant la saison pluvieuse dans leur pays qui s’étend de novembre au début de l’été. Le même scénario va se répéter l’année prochaine. Le but de ces chefs n’est pas de s’établir dans la région, mais simplement de profiter du pillage du territoire. Sans leur aide, la 1re année, Antalas va envoyer une première offre de soumission à Rome, mais qui reste sans réponse.
Le but des Maures de l’intérieur, au contraire, consiste avant tout à se placer en meilleure position de force face à l’empire dans les territoires qu’ils occupent. Antalas ne cherche pas à détruire le pouvoir romain et les villes romaines comme le démontre son attitude envers la civilisation romaine. Ainsi il épargne Hadrumète et ses habitants après l’avoir pris. Il est en contact depuis très longtemps, comme les autres maures de l’intérieur, avec la romanité. En plus de vouloir défendre l’intégrité de leur territoire à l’intérieur de l’Afrique, ils souhaitent le retour des cérémonies d’investitures traditionnelles que Rome accorde aux peuples barbares qui acceptent la soumission et l’alliance romaine, ceux que Bélisaire avaient conclus avec eux. Antalas, toutefois, aura plus d’ambition quand le rapport de force sera en sa faveur en voulant créer un état romano-berbère comme son voisin en réclamant du gouverneur de devenir roi de Byzacène.
Mis à part la divergence de vision stratégique entre les alliés de la coalition existe aussi le manque d’unité entre chefs et peuples. Les historiens du passé y ont vu un manque « d’esprit national maure ». Des rivalités séparent aussi les chefs maures dans leurs foyers d’origine même. Antalas et Cusina, tous deux de Byzacène, par exemple, ne s’aiment pas. C’est ce qui va pousser Cusina à rejoindre Troglita plus tard entre autres.

### Le vide politique et militaire laissé par la mort de Solomon
La mort de Solomon à Cillium entraîne Justinien à nommer Serge gouverneur civil et militaire de l’Afrique entière. La mesure n’était que pour honorer Solomon et Serge est haï par les Berbères en raison du massacre de Lepcis Magna. Les troupes et la population ne voient en lui qu’un incompétent arrogant.
Jean, le meilleur officier de l’armée, ne veut pas coopérer avec Serge et l’armée reste impassible. Une contre-attaque est planifiée par Jean et le duc de Byzacène appelé. Néanmoins, son armée est complètement détruite lorsque les messagers de Jean n’arrivent pas à le rejoindre pour l’informer que le point de ralliement est déjà occupé par l’ennemi. Une trahison des officiers romains livre la capitale de la Byzacène Hadrumète aux Maures. Bien qu’elle soit reprise par les Romains grâce à une ruse des habitants locaux, les chefs maures sont maintenant sous les murs de Carthage et peuvent piller à leur guise l’Afrique.
Pour remédier à la situation, Aréobindus est envoyé pour partager les pouvoirs avec Serge, mais les deux hommes ne coopèrent pas. À Thacia, Serge laisse l’armée d’Aérobindus toute seule contre les Maures. Cette défaite convainc Justinien de rappeler le gouverneur. Entretemps, une mutinerie de Guntharic renverse Aréobindus à Carthage. Le nouveau gouverneur offre de partager l’Afrique avec les Maures en donnant la Byzacène à Antalas. Guntharic est renversé par Artabanès, un officier arménien, mais celui-ci préfère retourner à Constantinople plutôt que d’assumer le titre de magister militium d’Afrique que Justinien lui octroie.
Un vide politique et militaire est donc laissé par Solomon auquel le gouverneur Serge est incapable de remédier en raison de son incompétence. L’armée romaine reste démoralisée, relativement impassible et souffre de la trahison de ses chefs. Corippe va pleurer le pillage que l’Afrique va subir à cette époque, regardant avec nostalgie l’époque de Solomon. Seule l’arrivée de Troglita pourra remédier à la situation.

## Rétablissement de l’autorité byzantine en Afrique

### Les campagnes de Jean Troglita et la fin de la2einsurrection maure (546-548)
La 2e insurrection maure et l’anarchie militaire prend finalement seulement fin avec la nomination de Jean Troglita, général capable et expérimenté, au poste de magister militium d’Afrique. Il lance une campagne, dès son arrivée, fin 546, pour déloger les pillards de Byzacène. Début 547, il inflige une grande défaite, dans les plaines qui bordent les collines au sud-est d’Hadrumète, à Antalas. La défaite de Cillium est vengée. Les Maures doivent se replier dans les montagnes de l’intérieur et les insignes capturés de Solomon sont récupérés. Après cette défaite, Antalas n’est plus qu’un membre mineur de la coalition et est remplacé comme chef de la coalition par Carcasan, un Maure de Tripolitaine.
Jean Troglita a déjà de l’expérience en tant que gouverneur d’une province orientale et il sait comment négocier avec les indigènes. Il renouvelle les anciens feodus pratiqués sous Bélisaire. Seules quelques tribus maures de l’intérieur sont expulsées. Il réintègre dans la coalition beaucoup de chefs maures, dont Cusina. La longue campagne contre les insurgés est gagnée par l’appui des chefs maures. Leur nombre est considérable, le contemporain Corippe en mentionne 100000.
La guerre prend l’aspect d’une invasion et non plus d’incursions chez les Maures de Tripolitaine. Ils restent dans les combats même durant l’hiver. Le général Troglita va pénétrer dans leur territoire, aussi, pour ne pas juste les expulser, mais les affaiblir et réduire à néant le grand danger militaire qu’ils pèsent sur l’Afrique.
Il s’illustre par sa hardiesse durant tous les campagnes en pénétrant profondément en territoires berbères et en ne se laissant pas décourager par les défaites. Une défaite décisive est infligée, aux champs de Caton (548) aux tribus maures.
À la fin de cette campagne, Carcassan est tué par Troglita lui-même. Quant à Antalas, il fait sa soumission à Jean et n’est plus mentionné par la suite comme causeur de troubles.

### L’Afrique après Troglita
L’Afrique est maintenant pacifiée, le danger Laguatan est écarté et les tribus maures sont soumises. Néanmoins, l’armée d’Afrique byzantine aura les mêmes problèmes avec la discipline et un nombre insuffisant. Par ailleurs, elle va se cantonner à une fonction défensive stricte et ne reproduira pas de campagnes à l’image de celle de Troglita. Aussi, l’Afrique byzantine, souffrant d’une politique diplomatique pas toujours cohérente, ainsi que de pas assez de généraux et gouverneurs compétents, souffrira encore de l’instabilité qu’engendrent les révoltes maures. Ainsi, un gouverneur, après Jean Troglita, va assassiner Cusina en 563 lorsque celui ci va réclamer sa pension, le gouverneur ne respectant pas les anciennes modalités de l’alliance entre Romains et indigènes. L’Afrique, couverte de fortifications, et les Maures toujours désunis, restera toutefois difficilement aux mains des Byzantins jusqu’à la conquête musulmane.

## Référencement

#### Encyclopédies
(en) Alexander Kazhdan (dir.), Oxford Dictionary of Byzantium, t. 2, New York et Oxford, Oxford University Press, 1991, 1re éd., 3 tom. (ISBN 978-0-19-504652-6 et 0-19-504652-8, LCCN 90023208).

#### Livres
- Yves Modéran, Les Maures et l’Afrique romaine (IVe – VIIe siècle), Publications de l’École française de Rome, coll. « Bibliothèque des Écoles françaises d’Athènes et de Rome », 2003, 900 p. (ISBN 978-2-7283-1003-6, lire en ligne)
- (en) John Bagnell Bury, History of the Later Roman Empire : From the Death of Theodosius I to the Death of Justinian, Volume 2, Dover Publications, 1958 (ISBN 0-486-20399-9)
- Charles Diehl, L'Afrique byzantine : Histoire de la domination byzantine en Afrique (537-709), Paris, Ernest Leroux, 1896 (lire en ligne)
- FENTRESS Elizabeth et WILSON Andrew, « The Saharan Diaspora and the southern frontiers of byzantine north africa », dans CONANT, P., Jonathan, et STEVENS T., Susan (sous la direction), North Africa under Byzantium and Early Islam, Washington, Dumbarton Oaks Research Library and collection Trustees for Havard University, 2016, 322p.
- PRINGLE, R. Denys, Sixth-century fortifications in Byzantine Africa vol.1, DPhil. University of Oxford, 1979, 346p.

### Sources antiques
- Procope de Césarée, Histoire de la guerre des Vandales, Paris, Firmin-Didot, 1852 (lire en ligne)
- Corippe, La Johannide, Tunis, Revue tunisienne, 1900 (lire en ligne)